# Marcílio de Noronha
Marcílio de Noronha é um bairro de Viana (Espírito Santo). É considerado o bairro mais populoso do municipio.
O nome do bairro remete ao empresário brasileiro Marcílio de Noronha, que o idealizou e foi responsável pela construção original.[carece de fontes?]